# 大阪府道257号自然田鳥取荘停車場線
大阪府道257号自然田鳥取荘停車場線（おおさかふどう257ごう じねんだとっとりのしょうていしゃじょうせん）は、大阪府阪南市を通る、かつて存在した一般府道である。

## 概要
阪南市自然田から阪南市鳥取に至る。2017年（平成29年）3月31日、和歌山県道・大阪府道752号和歌山阪南線交点から終点までが府道指定からはずれ、残りが大阪府道261号自然田鳥取線に引き継がれた。
本路線は2車線の快適道路であるが、終点から起点方面へ向かっている場合に、起点辺りで道を間違えると、高速道路に入ってしまう可能性があるので、道路標識などで注意する必要がある。

### 路線データ
- 起点：大阪府阪南市自然田（和泉鳥取交差点、和歌山県道・大阪府道64号和歌山貝塚線交点）
- 終点：大阪府阪南市鳥取（南海本線 鳥取ノ荘駅前）
- 総延長：2.8 km

## 歴史
- 2017年（平成29年）3月31日 - 大阪府告示第620号により廃止[1]。廃止区間は終点を短縮するかたちで大阪府道261号自然田鳥取線に引き継がれた。

## 路線状況

### 重複区間
- 和歌山県道・大阪府道752号和歌山阪南線（阪南市鳥取・鳥取交差点 - 阪南市鳥取・鳥取西交差点）

### 道路施設

#### 橋梁
- 下亀川橋（菟砥川、阪南市）

## 地理

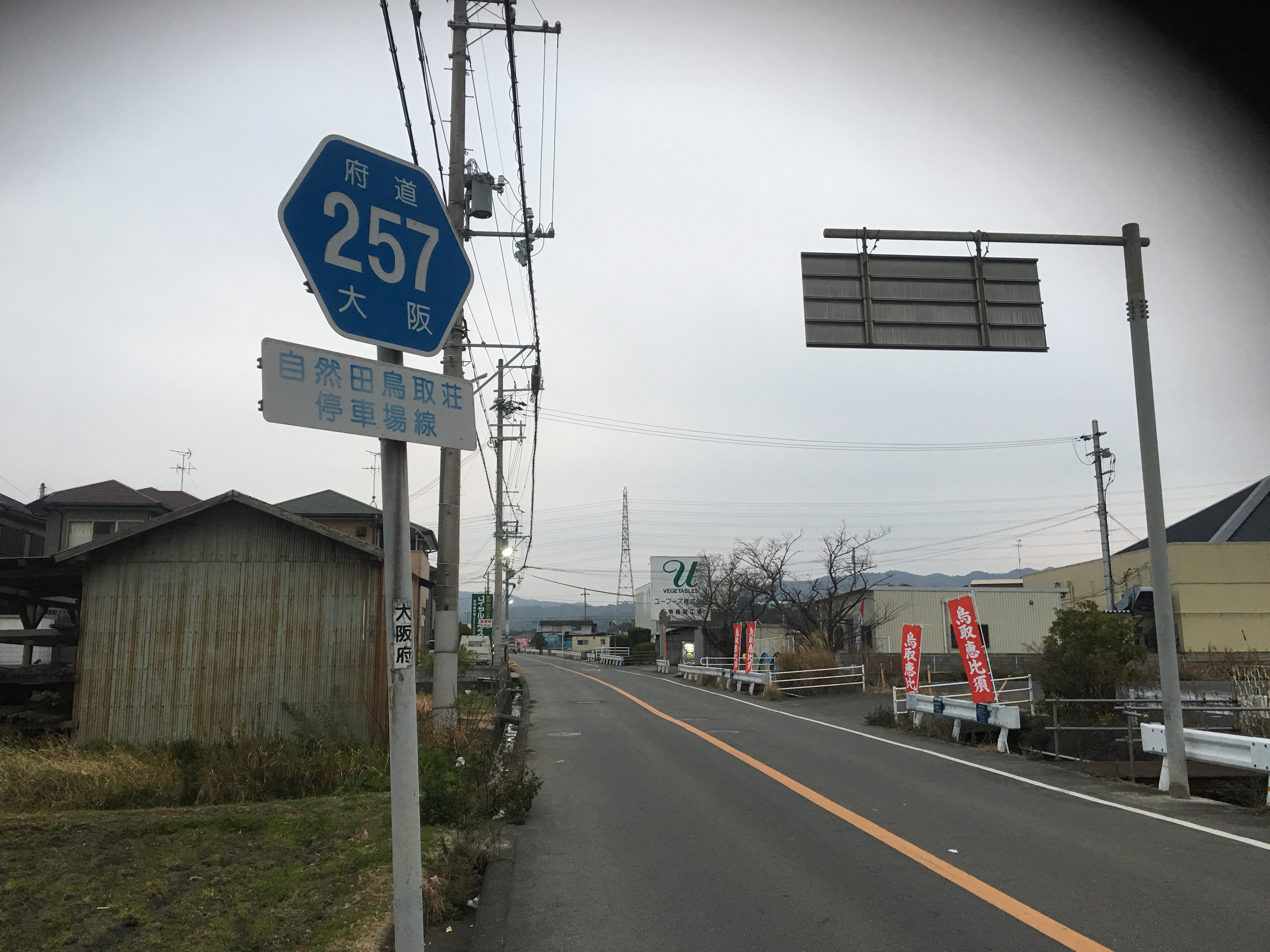
大阪府道257号自然田鳥取荘停車場線
大阪府阪南市鳥取

### 通過していた自治体
- 大阪府
  - 阪南市

### 交差していた道路
| 交差していた道路                                   | 交差していた場所 | 交差していた場所       |
| -------------------------------------------------- | ---------------- | ---------------------- |
| 和歌山県道・大阪府道64号和歌山貝塚線               | 自然田           | 和泉鳥取交差点 / 起点  |
| E26 阪和自動車道 大阪府道256号東鳥取南海線         | 自然田           | 阪南IC交差点 20 阪南IC |
| 国道26号 / 第二阪和国道バイパス                    | 自然田           | 石田ランプ交差点       |
| 和歌山県道・大阪府道752号和歌山阪南線 重複区間起点 | 鳥取             | 鳥取交差点             |
| 和歌山県道・大阪府道752号和歌山阪南線 重複区間終点 | 鳥取             | 鳥取西交差点           |

### 沿線
- JR西日本阪和線 和泉鳥取駅
- 大阪リハビリテーション病院
- 大阪府立泉鳥取高等学校
- 玉田山公園
- 尾崎自動車教習所
- 阪南西鳥取郵便局
- 南海本線 鳥取ノ荘駅